# Блюзмены
«Блюзмены» (англ. Soul Men) — американский музыкальный комедийный фильм режиссёра Малкольма Д. Ли, с Сэмюэлем Л. Джексоном, Берни Маком, Шарон Лил и Шоном Хейсом, в главных ролях, выпущенный 7 ноября 2008 года. Это был один из трёх фильмов Берни Мака, которые были выпущены после его смерти (и фактически он был выпущен в тот же день, что и другой посмертный фильм «Мадагаскар: Побег в Африку»).
Берни Мак и Айзек Хейз умерли при не связанных между собой обстоятельствах 9 и 10 августа 2008 года соответственно.  Режиссёр Ли сказал, что фильм был сильно отмонтажирован, чтобы смягчить тон фильма, как дань уважения двум актёрам.

## Сюжет
Три друга детства увлекались блюзом. Вместе они начали карьеру, но успех сопутствовал только одному — Маркусу. Дела же Луиса и Флойда шли из рук вон плохо. Но вот, спустя двадцать лет, Флойд узнаёт, что Маркус скоропостижно скончался, как раз перед тем, как быть зачисленный в музыкальный Зал Славы. Продюсеры организуют концерт в честь Маркуса и приглашают выступить на нём бывших друзей. Луис и Флойд отправляются в путешествие до Нью-Йорка и им предстоит разобраться со старыми обидами и встретиться с новыми приключениями.

## В ролях
| Актёр             | Роль            |
| ----------------- | --------------- |
| Сэмюэл Л. Джексон | Луис Хиндс      |
| Берни Мак         | Флойд Хендерсон |